# 교향곡 1번 (말러)
《교향곡 1번 라장조》는 구스타프 말러가 1887년과 1888년 사이에 작곡한 첫 번째 교향곡이다. 말러가 라이프치히 오페라의 두 번째 지휘자로 재임 중이였을 때 작곡되었다. 말러는 본인의 편지 속에서 자신의 작품을 교향곡이라고 했지만, 첫 두 개의 공연에서는 교향시라고 표현했다. 1889년 부다페스트 비거도 콘서트 홀에서 초연되었으나 그리 주목받지 못했다. 말러는 몇 가지 주요 수정을 가해 곧 장 폴의 소설의 제목을 딴 거인이라는 이름이 붙게 되었으며, 1893년 10월 함부르크에서 두 번째 공연을 열었다. 작품의 제목을 거인이라고 하지만 말러는 이 별명은 자신의 첫 두 개의 공연에서만 사용하였고, 그 후로는 사용하지 않았다. 이후 말러는 몇 번의 수정을 가한 후 다시 그 제목을 없애고 교향곡 1번으로 하여 1896년에 베를린에서 또 한 번 초연하였다. 당시 연주 시간은 약 55분이었다.

## 작곡
일반적으로 말러 본인의 언급으론 라이프치히에서 지휘자 생활을 하던 1888년 1월부터 6주 동안 미친 듯이 이 곡을 작곡하였다고 말하고 있지만, 작품을 구성하는 모티브나 아이디어들은 그보다 이전인 카펠시절까지 거슬러 올라간다는 분석도 있다. 따라서 카펠 시절인 1884년부터 구상해 1888년 1월부터 3월까지의 기간에 집중적으로 작곡했다고 보는 편이 옳을 듯 하다.

## 구조
- 1악장 : Langsam, Schleppend, wie ein Naturlaut - Im Anfang sehr gemächlich (자연의 소리처럼 느리고, 쳐지게 - 처음에는 매우 서두르지 말고)
- 2악장 : Kräftig bewegt, doch nicht zu schnell (강한 움직임으로, 그러나 너무 빠르지 않게)
- 3악장 : Feierlich und gemessen, ohne zu schleppen (평온하게, 쳐짐 없이)
- 4악장 : Stürmisch bewegt (폭풍처럼 움직임)

이러한 악장 구조는 일반적인 4악장 구조이다. 일반적으로, 미뉴에트와 트리오가 3악장이 되고 느린 악장이 2악장이 되어야 하지만, 말러는 이것을 바꾸었다. 이는 때때로 베토벤이 만든 작업이기도 하다. 1악장의 조성은 라장조이고, 2악장은 가장조, 3악장은 라단조, 4악장은 바단조이며 마지막에는 라장조로 끝이 난다. 4악장의 마지막에서 바단조를 사용한 것은 일반적인 작곡 형태를 깨는 것이다.
첫 세 공연 (부다페스트, 함부르크, 바이마르)에서는 1악장과 2악장 사이에 〈꽃의 노래〉가 연주되었으나 지금은 연주되지 않는다. 이 악장은 1884년 6월에 〈Ein Ständchen am Rhein〉의 오프닝 곡으로 작곡되었다가 분실되었다. 말러는 이 작품을 1894년에 폐기했으며, 1966년에 도널드 미첼이 발견했다. 이듬 해 벤저민 브리튼이 올드버러 페스티벌에서 이 작품이 초연 된 후 공연했다. 오늘날 이 교향곡을 연주 할 때 이 부분은 포함되어 있지 않고, 때때로 따로 연주된다. 1970년대에 필라델피아 오케스트라는 〈꽃의 노래〉를 포함해 교향곡을 연주한 주요 관현악단이 되었다. 약 20개의 최근 음반은 〈꽃의 노래〉를 포함하고 있지만, 대부분은 "혼합"된 판을 사용하고 있다. 간혹 1악장 앞에 〈꽃의 노래〉를 연주하는 경우도 있다.

## 편성
플루트 4, (3, 4번은 피콜로 겸함), 오보에 4 (4번은 잉글리시 호른 겸함), 클라리넷 4 (4번은 베이스 클라리넷 겸함), 바순 3 (3번은 콘트라바순 겸함), 호른 7, 트럼펫 4, 트롬본 3, 튜바, 팀파니 2, 심벌즈, 트라이앵글, 탐탐, 큰북, 하프, 현5부

## 초연
말러 자신은 이곡을 라이프치히에서 초연하고 싶었지만 결국 1888년 10월 부다페스트로 옮겨가게 된 뒤에야 이 곡을 완전히 완성하게 되었고, 그 이듬해인 1889년 11월 20일, 말러 자신의 지휘로 부다페스트에서 초연되었다. 그러나 초연은 대실패로 끝났다. 청중들은 야유를 퍼부었고 심지어 작품을 연주한 후 부다페스트 거리를 산책하던 말러를 지나가던 여인들이 이상하게 쳐다보았다는 이야기도 전한다. 청중들은 처음 부분은 그런대로 견디며 들었지만 3악장(초연당시는 4악장)에서 유명한 보헤미안의 민요인 'Jacques Frere'[1]가 단조로 바뀌어 등장하고, 4악장(초연당시는 5악장)에서 자는 사람을 확 깨울 듯한 쿵쾅거리는 음악에는 더 참지 못했다고 한다.
부다페스트 초연 당시에는 2부 구성의 교향시로만 소개되어 연주되었다. 그 후 세월이 흘러 1893년에 함부르크에서 공연되었을 때에는 각각의 악장들에 표제가 붙은 형태로 연주되었다. 함부르크 공연당시에 붙여진 각 악장의 표제들은 이미 부다페스트 초연 당시부터 구상된 것들로 보인다. 그러나 표제들이 청중들이 곡을 오해하게 할 수 있다는 생각에 따라 1896년 베를린에서의 공연에서는 초연당시의 2악장인 "블루미네" 악장과 각 악장의 표제들을 삭제하고 4악장의 교향곡으로 개편해 연주하여 최종적인 형태가 완성되었다.
- 1889년 11월 20일, 세계 최초 초연 :부다페스트, 부다페스트 필하모닉 오케스트라, 지휘 구스타프 말러
- 1893년 10월 27일, 독일 초연 : 함부르크, 지휘 구스타프 말러
- 1894년 6월 3일 : 바이마르, 지휘 구스타프 말러
- 1896년 3월 16일 : 베를린, 지휘 구스타프 말러
- 1899년 3월 8일 : 프랑크푸르트, 지휘 구스타프 말러
- 1898년 3월 3일, 체코 초연 : 프라하, 지휘 구스타프 말러
- 1900년 10월 21일, 오스트리아 초연 : 빈, 지휘 구스타프 말러
- 1903년 10월 21일, 영국 초연 : 런던, 더 프롬스, 헨리 우드
- 1903년 10월 25일, 네덜란드 초연 : 암스테르담, 콘세르트헤바우 관현악단, 지휘 구스타프 말러
- 1909년 12월 16일, 미국 초연 : 뉴욕, 뉴욕 필하모닉 오케스트라, 지휘 구스타프 말러
[2]

## 출판 목록
- 1899년 2월,  빈, Josef Weinberger([[:de:{{{3}}}|독일어판]])
- 1906년 5월 , 빈, 유니버셜 에디션
- 1967년 빈, 유니버셜 에디션